# オリンピックエンブレム
オリンピックエンブレム（英: Olympic emblem）は、近代オリンピックの各大会ごとに制定されるエンブレム（シンボルマークやロゴ）。時代とともに創作条件（制約）が異なってきている。

## 概要
IOC（国際オリンピック委員会）によると、エンブレムが本格的に使用され始めたのは、1932年冬季レークプラシッド大会からという。
1「トップエンブレム」2「ワードマーク」3「五輪マーク（オリンピックシンボル）又はパラリンピックマーク（パラリンピックシンボル）」の3要素で構成されるが、1に他の2要素を内包したデザイン例も過去にあった（2012年夏季ロンドン大会）。
日本の大会組織委員会では3を除いたものを「ロゴ」、含んだものを「エンブレム」と定義区分している。
オリンピックポスターなどに用いられ、大会スポンサーなども使用する。逆にいうと、無断で使ってはいけない。近年ではエンブレムの右下側などに™（商標：トレードマーク）を小さく表示させることが多い。
事前の大会招致エンブレム と本大会用とは、デザインが異なる（改めて募集）ことが基本となっている。国際オリンピック委員会（IOC）が規定で「エンブレムは招致ロゴに取って代わるもの」などと定めているといわれる。また、招致用は広く無料配布され、大会スポンサーにとって「有償でライセンス展開するのは難しい」と営業面でのデメリットもあるという。
同時期に開催されるパラリンピックのエンブレムも、一緒に制定されることがある。
篠塚正典によると、夏季・冬季の両方をデザインしたデザイナーも、2回オリンピックのデザインをしたデザイナー自体も、これまでいないという（2011年時点）。
日本では計4回のオリンピック開催があるが、すべて日本人デザイナーの作品が選ばれている（同じく複数の開催があるアメリカなどの状況は不明）。

## 選定方法
| 白紙撤回された2020年夏季東京大会のデザイン（金と銀を使用）。2016年夏季リオ大会 などと同様に、並べた際にパラリンピックエンブレムと高さを統一して整える意図が見られた。  |  | 白紙撤回された2020年夏季東京大会のデザイン（金と銀を使用）。2016年夏季リオ大会 などと同様に、並べた際にパラリンピックエンブレムと高さを統一して整える意図が見られた。 |
| 白紙撤回された2020年夏季東京大会のデザイン（金と銀を使用）。 2016年夏季リオ大会 などと同様に、並べた際にパラリンピックエンブレムと高さを統一して整える意図が見られた。 |  | |

近年は、デザイン選定に際して、世界各国で類似意匠のマークがすでに商標登録されていないかを、IOCと情報交換しながら時間をかけて、大会組織委員会が候補作をチェックする（IOCの承認を得て最終決定）。最初案に似たものが見つかり、デザイナー本人の修正で対応することもあった（2020年夏季東京大会の初回公募）。
国際コンペ（デザイン会社のみ或いは個人も対象にする場合も）などによって、大会組織委員会（マーケティング局などが所管）が決める。指名コンペの場合もある（1972年冬季札幌大会など）。ふるいにかけた応募資格条件が事前に設けられることもあり、2020年夏季東京大会の初回公募では、計104作品のうち海外からの応募は4作品（イギリス、中国、香港、シンガポール）にとどまった。応募は「一人一作品」とすることもある。
2020年夏季東京大会では仕切り直し後の選定の際、候補作（4作品）を事前公表したが、五輪史上初の試みといわれる。
2012年夏季ロンドン大会や2016年夏季リオ大会では、およそ開催の5年前に、エンブレムが決定・発表された。なお、夏冬ごとに、オリンピックの閉会式では、（4年後の）開催都市への引き継ぎイベント「ハンドオーバーセレモニー」が実施され、エンブレムが世界中の目に触れる一つの機会となる。

## オリンピック・デジグネーション
オリンピック・デジグネーションは、オリンピックに関わる映像または音声を意味する。オリンピック憲章第1章「オリンピック・ムーブメントとその活動」の「規則7-14 付属細則」には、「4. NOC、OCOG によるオリンピック・エンブレムの創作と使用」（4.1から4.10.5まで）がある。
- 4.3 オリンピック･エンブレムに含まれるオリンピック･シンボルが占める面積は､そのエンブレムの総面積の3分の1を超えないもの[注 4]とする。オリンピック・エンブレムに含まれるオリンピック・シンボルは、完全な形で表さなければならず、どのようにも改変してはならない。

などの内容。
上述の「オリンピックシンボル・パラリンピックシンボルをアレンジしたもの」の他、「聖火やメダルをアレンジしたもの」も、規定で禁じられているという。
1968年夏季メキシコ大会や1976年夏季モントリオール大会は「トップエンブレムと一体化」、2012夏季ロンドン大会は「トップエンブレムに内包」、2014冬季ソチ大会は「トップエンブレムが無いようなデザイン」。これらのデザインは、その後の大会エンブレム制作では、認められなくなったという（2015年時点）。

## モチーフ
| 配色を固定せず、多様に展開した2012年のロンドン夏季大会（右下のみロンドンパラリンピックのもの）。 |  | 配色を固定せず、多様に展開した2012年のロンドン夏季大会（右下のみロンドンパラリンピックのもの）。 |
| 配色を固定せず、多様に展開した2012年のロンドン夏季大会（右下のみロンドンパラリンピックのもの）。 |  | 配色を固定せず、多様に展開した2012年のロンドン夏季大会（右下のみロンドンパラリンピックのもの）。 |
| 配色を固定せず、多様に展開した2012年のロンドン夏季大会（右下のみロンドンパラリンピックのもの）。 |  |                                                                                                  |

オリンピックメダルの連想からか、金色や銀色が部分的にしばし用いられた。ポスターなどでは特色印刷にすることもある。
カラフルなものも増えてはいるが、2008年北京大会や2020年東京夏季大会 など、単色（＋白）の場合もまだある。
インスブルックオリンピック（オーストリア）は2度開催されたが、1976年大会では1964年大会のエンブレムが大きく踏襲された。
開催国の国旗がモチーフになることもある。日本では計4回のオリンピック開催のうち、はじめの2大会で日の丸が用いられた。他の国でも、1992年アルベールビルオリンピック（フランス）で赤・白・青のトリコロールが使われ、1932年ロサンゼルスオリンピック、1984年ロサンゼルスオリンピック（アメリカ合衆国）はどちらも星条旗を彷彿とさせるものだった（星自体は1996年アトランタオリンピックでも使われた）。
走る人（選手）を表現したエンブレムもいくつかある（バルセロナ、シドニー、北京など）。
冬季オリンピックでは、雪の結晶マーク（雪華模様）もしばしば見られる。
開催年の数字をモチーフにしたのが2012年のロンドンオリンピック。招致エンブレムにおいても幾つか見られる（2000年立候補のイスタンブール や2024年立候補のパリ）。
なお、例えば富士山など「『社会の共有財産』と見なされるものと混同させるようなデザインを含まない」とのIOC規定が、あるともいわれる。